# Crematory Country
Crematory Country je třetí studiové album skupiny Status Praesents. Album obsahuje 12 tracků a hymnu českého poháru ve 4x Pro X. Album je považováno za nejlepší album SP vůbec.

## Seznam skladeb
| Pořadí         | Název              | Délka |
| -------------- | ------------------ | ----- |
| 1.             | Cool Boy           |       |
| 2.             | We Are             |       |
| 3.             | You Are Dead       |       |
| 4.             | Punisher           |       |
| 5.             | Machomet           |       |
| 6.             | Mandoline King     |       |
| 7.             | Katana Taka        |       |
| 8.             | The World I See    |       |
| 9.             | Listen To My Words |       |
| 10.            | How Far            |       |
| 11.            | Of Horses          |       |
| 12.            | Pro X              |       |
| Celková délka: | Celková délka:     | 38:46 |